# Waytani
Waytani (del aimara wayta tocado hecho de plumas o flores, -ni, un sufijo para indicar propiedad, 'el que tiene la decoración en la cabeza', ortografía hispánica Huaytane) es una montaña en la cordillera Huanzo en los Andes de Perú, de unos 5.430 metros (17.815 pies) de altura. 
Se ubica en tres regiones:
- en la región Apurímac, provincia de Antabamba, distrito de Oropesa;
- en la Región de Arequipa, provincia de La Unión, distrito de Puyca, y
- en la Región de Cusco, provincia de Chumbivilcas, distrito de Santo Tomás, al sur de la montaña Chankuwaña.